# Кэмпбеллтаун Сити (футбольный клуб)
«Кэмпбеллтаун Сити» (Campbelltown City Soccer Club) — футбольный клуб из Аделаиды, Южная Австралия в настоящее время выступающий в Национальной Премьер лиге Южной Австралии.

## История
Кэмпбелл Сити был основан в 1963 году итальянскими мигрантами для участия в третьем дивизионе Южной Австралии. Компания президента клуба Джо Натале по созданию клуба сталкивалась с различными проблемами — проблема с земельным участком на котором предполагалось расположить базу клуба, конкурентностью на трансферном рынке и финансовые трудности. Первый титул команды был взят в 1966 году, когда был выигран сезон третьего дивизиона Австралии, позволивший команде подняться во второй дивизион, в котором команде смогла продержаться до 1970 года. В 1971 году команда снова выигрывает чемпионат и снова поднимается в дивизионе и с тех пор не опускалась ниже третьего дивизиона. В 1973 году выиграла чемпионат второго дивизиона и поднялась в первый, в котором столкнулась с сильной конкуренцией, которая заставила руководство клуба задуматься о усилении состава. Всего в 20 веке команда выиграла 6 титулов: дважды чемпионат третьего дивизиона, трижды второго и единожды первого. Новое столетие вышло более удачным для клуба, после взятия государственной лиги в 2003 году команда стала одним из самых сильным участинков Национальной Премьер лиги, и даже стала национальным чемпионом в 2018 году. В 2020 году в третий раз подряд стала Чемпионом НПЛ Южной Австралии.

## Состав команды
| — | Флаг Австралии | Вр  | Джейми Синьорелло | — |  |  |  |  |
| — | Флаг Австралии | Вр  | Николас Харпас    | — |  |  |  |  |
|   |                |     |                   |   |  |  |  |  |
| — | Флаг Австралии | Защ | Шон Харви         | — |  |  |  |  |
| — | Флаг Австралии | Защ | Коннор Сентофанти | — |  |  |  |  |
| — | Флаг Австралии | Защ | Мэтью Маллен      | — |  |  |  |  |
| — | Флаг Австралии | Защ | Дэниел Маллен     | — |  |  |  |  |
| — | Флаг Австралии | Защ | Джейк Холлидей    | — |  |  |  |  |
|   |                |     |                   |   |  |  |  |  |
| — | Флаг Австралии | ПЗ  | Александр Маллен  | — |  |  |  |  |

| — | Флаг Австралии | ПЗ  | Адам Писционери   | — |  |  |  |  |
| — | Флаг Австралии | ПЗ  | Энтони Писционери | — |  |  |  |  |
|   |                |     |                   |   |  |  |  |  |
| — | Флаг Австралии | Нап | Джоэл Олрайт      | — |  |  |  |  |
| — | Флаг Австралии | Нап | Марк Марино       | — |  |  |  |  |
| — | Флаг Австралии | Нап | Луиджи Дитроя     | — |  |  |  |  |
| — | Флаг Австралии | Нап | Джошуа Баррези    | — |  |  |  |  |
| — | Флаг Австралии | Нап | Николас Франчезе  | — |  |  |  |  |
| — | Флаг Англии    | Нап | Трей Уильямс      | — |  |  |  |  |

## Достижения
«Национальный чемпион Премьер лиги Южной Австралии»
- Обладатель Титула: 2018 (1)

«Чемпионат НПЛ Южной Австралии»
- Обладатель Титула: 2013 , 2016 , 2018 , 2019 , 2020 (5)

«Примера НПЛ Южной Австралии»
- Обладатель Титула: 2018 , 2019 (2)

«Государственная лига»
- Обладатель Титула: 2003 (1)

«Первый Дивизион Южной Австралии»
- Обладатель Титула: 1986, 2013 (2)

«Второй Дивизион Южной Австралии»
- Обладатель Титула: 1973, 1978, 1993 (3)

«Третий Дивизион Южной Австралии»
- Обладатель Титула: 1966, 1971 (2)